# 張冕 (成化進士)
張冕（1448年—?），字服周，直隸大名府長垣縣（今河南長垣縣）人，民籍，明朝政治人物。同進士出身。

## 生平
早年出身國子生，順天府鄉試第四十五名。成化十四年（1478年）戊戌科第三甲第七十八名進士。歴官安慶府知府。弘治十三年（1500年）八月升江西布政使司右參政。

## 家族
曾祖父張進。祖父張亨。父亲張𤦏，曾任教授。母黄氏，繼母許氏。永感下。